# Caterina Scorsone
Caterina Reminy Scorsone (sinh ngày 16 tháng 10 năm 1981) là một nữ diễn viên người Canada.